# Xian de Burqin
Cette page contient des caractères spéciaux ou non latins. S’ils s’affichent mal (▯, ?, etc.), consultez la page d’aide Unicode.
Burqin (布尔津 ; pinyin : Bù'ěrjīn ; ouïghour : بۇرچىن / Burçin) est une ville de la région autonome du Xinjiang en Chine. Elle est le chef-lieu du xian éponyme, division administrative placée sous la juridiction de la préfecture d'Altay.
À environ 150 km au nord de la ville se trouve la réserve naturelle du lac Kanas, considérée comme l'un des plus beaux sites naturels de Chine.

## Démographie
La population du district était de 68 112 habitants en 1999.